# Alison Mowbray
Alison Mowbray (Derby, 1 de febrero de 1971) es una deportista británica que compitió en remo.
Participó en dos Juegos Olímpicos de Verano, en los años 2000 y 2004, obteniendo una medalla de plata en Atenas 2004, en la prueba de cuatro scull.
Estudió Biotecnología Microbiana en la Universidad de Liverpool, y se doctoró en Ingeniería Genética en la Universidad de Cambridge.

## Palmarés internacional
| Juegos Olímpicos | Juegos Olímpicos | Juegos Olímpicos | Juegos Olímpicos |
| Año              | Lugar            | Medalla          | Prueba           |
| ---------------- | ---------------- | ---------------- | ---------------- |
| 2004             | Atenas (Grecia)  | Medalla de plata | Cuatro scull     |